# Vernonia peculiaris
Vernonia peculiaris là một loài thực vật có hoa trong họ Cúc. Loài này được Verdc. miêu tả khoa học đầu tiên năm 1957.